# Phân cấp hành chính Trung Quốc
Hiến pháp Cộng hòa Nhân dân Trung Hoa quy định có 3 cấp đơn vị hành chính: tỉnh, huyện và hương. Nhưng trên thực tế Trung Quốc được chia thành 5 cấp đơn vị hành chính là: tỉnh, địa khu, huyện, hương và thôn. Trong đó, địa khu được định nghĩa là chi nhánh của chính quyền tỉnh, còn cấp thôn không phải là cấp chính quyền chính thức. Tuy thôn chỉ là một tổ chức tự quản của cộng đồng dân cư nhưng ở nhiều hương do địa bàn rộng lớn không thế quản lý hết được nên thôn đã được cấp cho nhiều quyền lực hành chính.

## Tổng quát
| Phân cấp hành chính Cộng hòa Nhân dân Trung Hoa | Phân cấp hành chính Cộng hòa Nhân dân Trung Hoa            | Phân cấp hành chính Cộng hòa Nhân dân Trung Hoa                 | Phân cấp hành chính Cộng hòa Nhân dân Trung Hoa                       | Phân cấp hành chính Cộng hòa Nhân dân Trung Hoa      |
| Cấp tỉnh                                        | Cấp địa khu                                                | Cấp huyện                                                       | Cấp hương                                                             | Cấp thôn                                             |
| ----------------------------------------------- | ---------------------------------------------------------- | --------------------------------------------------------------- | --------------------------------------------------------------------- | ---------------------------------------------------- |
| Khu tự trị                                      | Châu tự trị cấp phó tỉnh                                   | Thị hạt khu Thành phố cấp huyện Huyện Huyện tự trị Kỳ Kỳ tự trị | Nhai đạo Trấn Hương Hương dân tộc Huyện hạt khu Tô mộc Tô mộc dân tộc | Xã khu (Ủy ban cư dân) Thôn / Gaqa (Ủy ban thôn dân) |
| Khu tự trị                                      | Thành phố cấp địa khu                                      | Thị hạt khu Thành phố cấp huyện Huyện Huyện tự trị Kỳ Kỳ tự trị | Nhai đạo Trấn Hương Hương dân tộc Huyện hạt khu Tô mộc Tô mộc dân tộc | Xã khu (Ủy ban cư dân) Thôn / Gaqa (Ủy ban thôn dân) |
| Khu tự trị                                      | Châu tự trị Địa khu Minh                                   | Thị hạt khu Thành phố cấp huyện Huyện Huyện tự trị Kỳ Kỳ tự trị | Nhai đạo Trấn Hương Hương dân tộc Huyện hạt khu Tô mộc Tô mộc dân tộc | Xã khu (Ủy ban cư dân) Thôn / Gaqa (Ủy ban thôn dân) |
|                                                 |                                                            |                                                                 | Nhai đạo Trấn Hương Hương dân tộc Huyện hạt khu Tô mộc Tô mộc dân tộc | Xã khu (Ủy ban cư dân) Thôn / Gaqa (Ủy ban thôn dân) |
| Tỉnh                                            |                                                            |                                                                 | Nhai đạo Trấn Hương Hương dân tộc Huyện hạt khu Tô mộc Tô mộc dân tộc | Xã khu (Ủy ban cư dân) Thôn / Gaqa (Ủy ban thôn dân) |
| Thành phố cấp phó tỉnh                          | Thị hạt khu Đặc khu Thành phố cấp huyện Huyện Huyện tự trị |                                                                 | Nhai đạo Trấn Hương Hương dân tộc Huyện hạt khu Tô mộc Tô mộc dân tộc | Xã khu (Ủy ban cư dân) Thôn / Gaqa (Ủy ban thôn dân) |
| Thành phố cấp địa khu                           | Thị hạt khu Đặc khu Thành phố cấp huyện Huyện Huyện tự trị |                                                                 | Nhai đạo Trấn Hương Hương dân tộc Huyện hạt khu Tô mộc Tô mộc dân tộc | Xã khu (Ủy ban cư dân) Thôn / Gaqa (Ủy ban thôn dân) |
| Châu tự trị Địa khu                             | Thị hạt khu Đặc khu Thành phố cấp huyện Huyện Huyện tự trị |                                                                 | Nhai đạo Trấn Hương Hương dân tộc Huyện hạt khu Tô mộc Tô mộc dân tộc | Xã khu (Ủy ban cư dân) Thôn / Gaqa (Ủy ban thôn dân) |
| Thành phố cấp phó địa                           |                                                            |                                                                 | Nhai đạo Trấn Hương Hương dân tộc Huyện hạt khu Tô mộc Tô mộc dân tộc | Xã khu (Ủy ban cư dân) Thôn / Gaqa (Ủy ban thôn dân) |
| Lâm khu                                         |                                                            |                                                                 | Nhai đạo Trấn Hương Hương dân tộc Huyện hạt khu Tô mộc Tô mộc dân tộc | Xã khu (Ủy ban cư dân) Thôn / Gaqa (Ủy ban thôn dân) |
|                                                 |                                                            |                                                                 | Nhai đạo Trấn Hương Hương dân tộc Huyện hạt khu Tô mộc Tô mộc dân tộc | Xã khu (Ủy ban cư dân) Thôn / Gaqa (Ủy ban thôn dân) |
| Thành phố trực thuộc trung ương                 | Tân khu cấp phó tỉnh                                       | Tân khu cấp phó tỉnh                                            | Nhai đạo Trấn Hương Hương dân tộc Huyện hạt khu Tô mộc Tô mộc dân tộc | Xã khu (Ủy ban cư dân) Thôn / Gaqa (Ủy ban thôn dân) |
| Thành phố trực thuộc trung ương                 | Khu                                                        |                                                                 | Nhai đạo Trấn Hương Hương dân tộc Huyện hạt khu Tô mộc Tô mộc dân tộc | Xã khu (Ủy ban cư dân) Thôn / Gaqa (Ủy ban thôn dân) |
| Thành phố trực thuộc trung ương                 | Huyện                                                      |                                                                 | Nhai đạo Trấn Hương Hương dân tộc Huyện hạt khu Tô mộc Tô mộc dân tộc | Xã khu (Ủy ban cư dân) Thôn / Gaqa (Ủy ban thôn dân) |
|                                                 |                                                            |                                                                 |                                                                       |                                                      |
| Đặc khu hành chính (Một quốc gia, hai chế độ)   | xem Phân cấp hành chính Hồng Kông                          | xem Phân cấp hành chính Hồng Kông                               | xem Phân cấp hành chính Hồng Kông                                     | xem Phân cấp hành chính Hồng Kông                    |
| Đặc khu hành chính (Một quốc gia, hai chế độ)   | xem Phân cấp hành chính Ma Cao                             |                                                                 |                                                                       |                                                      |

## Cấp tỉnh
Trung Quốc có 33 đơn vị hành chính cấp tỉnh (省级, tỉnh cấp), không kể Đài Loan, gồm: 
- Tỉnh (省): có 22 đơn vị. Đài Loan (do chính quyền Trung Hoa Dân quốc kiểm soát) được Cộng hòa Nhân dân Trung Hoa coi là tỉnh thứ 23 của mình.
- Khu tự trị (自治区, tự trị khu): có 5 đơn vị.
- Đặc khu hành chính (特別行政區, đặc biệt hành chính khu): có 2 đơn vị.
- Trực hạt thị (直轄市, trực hạt thị, tương đương ở Trung Hoa Dân Quốc là 院轄市, viện hạt thị, hay 特別市, đặc biệt thị), có thể dịch là Thành phố trực thuộc trung ương: có 4 đơn vị. Tuy là thành phố nhưng vẫn có khu vực nông thôn trực thuộc dưới dạng các huyện ngoại thành. Điển hình như thành phố Trùng Khánh là nơi khu vực nông thôn rộng lớn hơn khu vực thành thị rất nhiều.

Cấp này tương đương cấp tỉnh tại Việt Nam.

### Các tỉnh
| Tên            | Phồn thể | Giản thể | Bính âm          | Viết tắt                            | Tỉnh lỵ         | Danh sách đơn vị cấp huyện |
| -------------- | -------- | -------- | ---------------- | ----------------------------------- | --------------- | -------------------------- |
| An Huy         | 安徽     | 安徽     | Ānhuī            | 皖 wǎn Hoản                         | Hợp Phì         | Danh sách đơn vị cấp huyện |
| Phúc Kiến      | 福建     | 福建     | Fújiàn           | 闽 mǐn Mân                          | Phúc Châu       | Danh sách đơn vị cấp huyện |
| Cam Túc        | 甘肅     | 甘肃     | Gānsù            | 甘 gān hoặc 陇 lǒng Cam hoặc Lũng   | Lan Châu        | Danh sách đơn vị cấp huyện |
| Quảng Đông     | 廣東     | 广东     | Guǎngdōng        | 粤 yuè Việt                         | Quảng Châu      | Danh sách đơn vị cấp huyện |
| Quý Châu       | 貴州     | 贵州     | Gùizhōu          | 黔 qián hoặc 贵 gùi Kiềm hoặc Quý   | Quý Dương       | Danh sách đơn vị cấp huyện |
| Hải Nam        | 海南     | 海南     | Hǎinán           | 琼 qióng Quỳnh                      | Hải Khẩu        | Danh sách đơn vị cấp huyện |
| Hà Bắc         | 河北     | 河北     | Héběi            | 冀 jì Ký                            | Thạch Gia Trang | Danh sách đơn vị cấp huyện |
| Hắc Long Giang | 黑龍江   | 黑龙江   | Hēilóngjiāng     | 黑 hēi Hắc                          | Cáp Nhĩ Tân     | Danh sách đơn vị cấp huyện |
| Hà Nam         | 河南     | 河南     | Hénán            | 豫 ỳu Dự                            | Trịnh Châu      | Danh sách đơn vị cấp huyện |
| Hồ Bắc         | 湖北     | 湖北     | Húběi            | 鄂 è Ngạc                           | Vũ Hán          | Danh sách đơn vị cấp huyện |
| Hồ Nam         | 湖南     | 湖南     | Húnán            | 湘 xiāng Tương                      | Trường Sa       | Danh sách đơn vị cấp huyện |
| Giang Tô       | 江蘇     | 江苏     | Jiāngsū          | 苏 sū Tô                            | Nam Kinh        | Danh sách đơn vị cấp huyện |
| Giang Tây      | 江西     | 江西     | Jiāngxī          | 赣 gàn Cám/Cán                      | Nam Xương       | Danh sách đơn vị cấp huyện |
| Cát Lâm        | 吉林     | 吉林     | Jílín            | 吉 jí Cát                           | Trường Xuân     | Danh sách đơn vị cấp huyện |
| Liêu Ninh      | 遼寧     | 辽宁     | Liáoníng         | 辽 liáo Liêu                        | Thẩm Dương      | Danh sách đơn vị cấp huyện |
| Thanh Hải      | 青海     | 青海     | Qīnghǎi          | 青 qīng Thanh                       | Tây Ninh        | Danh sách đơn vị cấp huyện |
| Thiểm Tây      | 陝西     | 陕西     | Shǎnxī (Shaanxi) | 陕 shǎn hoặc 秦 qín Thiểm hoặc Tần  | Tây An          | Danh sách đơn vị cấp huyện |
| Sơn Tây        | 山西     | 山西     | Shānxī (Shanxi)  | 晋 jìn Tấn                          | Thái Nguyên     | Danh sách đơn vị cấp huyện |
| Sơn Đông       | 山東     | 山东     | Shāndōng         | 鲁 lǔ Lỗ                            | Tế Nam          | Danh sách đơn vị cấp huyện |
| Tứ Xuyên       | 四川     | 四川     | Sìchuān          | 川 chuān hay 蜀 shǔ Xuyên hoặc Thục | Thành Đô        | Danh sách đơn vị cấp huyện |
| Vân Nam        | 雲南     | 云南     | Yúnnán           | 滇 diān hoặc 云 yún Điền hoặc Vân   | Côn Minh        | Danh sách đơn vị cấp huyện |
| Chiết Giang    | 浙江     | 浙江     | Zhèjiāng         | 浙 zhè Chiết                        | Hàng Châu       | Danh sách đơn vị cấp huyện |

### Tỉnh tuyên bố
Từ khi thành lập năm 1949, Cộng hòa Nhân dân Trung Hoa đã coi đảo Đài Loan là một trong những tỉnh của mình và coi Trung Hoa Dân quốc là bất hợp pháp. Tuy nhiên hiện Trung Hoa Dân quốc kiểm soát tỉnh này bao gồm đảo Đài Loan và quần đảo Bành Hồ (Pescadores). Trung Hoa Dân quốc cũng kiểm soát một huyện đảo của tỉnh Phúc Kiến là Kim Môn; một phần của một huyện thứ hai là Liên Chương. Ngoài ra, Trung Hoa Dân quốc chính thức tuyên bố chủ quyền tất cả Trung Hoa Đại lục (bao gồm Tây Tạng), Ngoại Mông và Tuva. Dù tuyên bố này đã được bỏ một cách không chính thức bởi Tổng thống Trung Hoa Dân quốc lúc đó là Lý Đăng Huy năm 1991, tuyên bố chủ quyền này đã không được Quốc hội Đài Loan chấp thuận. Chính phủ Quốc Dân Đảng đã dời tỉnh lỵ Đài Loan từ Đài Bắc đến thôn Trung Hưng và nâng Đài Bắc và Cao Hùng lên thành thành phố trực thuộc trung ương (cấp tỉnh) nhưng Cộng hòa Nhân dân Trung Hoa không công nhận sự thay đổi này và vẫn coi Đài Bắc là tỉnh lỵ tỉnh Đài Loan.

### Các khu tự trị
Khu tự trị (自治區/自治区 tự trị khu; tiếng Anh: autonomous region) là đơn vị hành chính cấp tỉnh được chỉ định cho một dân tộc thiểu số và được đảm bảo nhiều quyền hơn theo hiến pháp. Ví dụ, họ có người đứng đầu (tỉnh trưởng hay khu trưởng) phải là người dân tộc thiểu số đã được chỉ định cho khu như (Tạng, Uyghur, v.v...)
Các khu tự trị được thành lập sau khi chính thể Cộng hòa Nhân dân Trung Hoa ra đời theo mô hình của Liên Xô. Có tất cả năm khu tự trị.
| Tên       | Phồn thể         | Giản thể         | Bính âm                  | Dân tộc thiểu số | Tên bản ngữ                                                                                 | Viết tắt           | Thủ phủ    | Danh sách đơn vị cấp huyện |
| --------- | ---------------- | ---------------- | ------------------------ | ---------------- | ------------------------------------------------------------------------------------------- | ------------------ | ---------- | -------------------------- |
| Quảng Tây | 廣西壯族自治區   | 广西壮族自治区   | Guǎngxī Zhuàngzú Zìzhìqū | Choang           | Tráng văn - Gvangjsih Bouxcuengh Swcigih                                                    | 桂 Quế             | Nam Ninh   | Danh sách đơn vị cấp huyện |
| Nội Mông  | 內蒙古自治區     | 内蒙古自治区     | Nèiměnggǔ Zìzhìqū        | Mông Cổ          | tiếng Mông Cổ - ᠥᠪᠦᠷ ᠮᠣᠨᠺᠤᠯᠤᠨ ᠥᠪᠡᠷᠲᠡᠺᠡᠨ ᠵᠠᠰᠠᠬᠤ ᠣᠷᠤᠨ / Öbür Monggol-un Öbertegen Jasaqu Orun | 内蒙古 Nội Mông Cổ | Hohhot     | Danh sách đơn vị cấp huyện |
| Ninh Hạ   | 寧夏回族自治區   | 宁夏回族自治区   | Níngxià Húizú Zìzhìqū    | Hồi              | (tiếng Hoa) của người Hồi                                                                   | 宁 Ninh            | Ngân Xuyên | Danh sách đơn vị cấp huyện |
| Tân Cương | 新疆維吾爾自治區 | 新疆维吾尔自治区 | Xīnjiāng Wéiwúěr Zìzhìqū | Uyghur           | tiếng Uyghur - شىنجاڭ ئۇيغۇر ئاپتونوم رايونى / Shinjang Uyghur Aptonom Rayoni               | 新 Tân             | Ürümqi     | Danh sách đơn vị cấp huyện |
| Tây Tạng  | 西藏自治區       | 西藏自治区       | Xīzàng Zìzhìqū           | Tạng             | tiếng Tạng - བོད་རང་སྐྱོང་ལྗོངས/ Bö rang kyong jong                                               | 藏 Tạng            | Lhasa      | Danh sách đơn vị cấp huyện |

### Đặc khu hành chính
Đặc khu hành chính (特別行政區/特别行政区 đặc biệt hành chính khu; tiếng Anh viết tắt SAR) là các đơn vị hành chính có quyền tự trị cao theo thể chế Một quốc gia, hai chế độ, chịu sự quản lý trực tiếp của Chính quyền Nhân dân Trung ương như nêu trong Điều 12 của Bộ Luật Cơ bản của cả hai đặc khu hành chính.
Hiện Trung Quốc có hai đặc khu hành chính sau:
| Tên       | Phồn thể | Giản thể | Bính âm   | Tên viết tắt |
| --------- | -------- | -------- | --------- | ------------ |
| Hồng Kông | 香港     | 香港     | Xiānggǎng | 港 Cảng      |
| Ma Cao    | 澳門     | 澳门     | Àomén     | 澳 Áo        |

## Cấp địa khu
Cấp địa khu (地区级, địa khu cấp hay 地级, địa cấp) là cấp hành chính dưới tỉnh và trên huyện, gồm có:
- Địa khu (地区). Hiện nay các địa khu đã được thay thế gần hết bằng thành phố trực thuộc tỉnh. Cả nước chỉ còn 7 địa khu, chủ yếu chỉ tồn tại ở Khu tự trị Tây Tạng (1 địa khu) và Khu tự trị Tân Cương (5 địa khu), ngoài ra tỉnh Hắc Long Giang có 1 địa khu.
- Châu tự trị (自治州, tự trị châu). Hiện có 30 châu tự trị.
- Địa cấp thị (地级市, địa cấp thị), có thể dịch là Đô thị cấp địa khu; trong đó bao gồm cả Phó tỉnh cấp thành thị, hay còn gọi là Thành phố phó tỉnh (副省级城市, phó tỉnh cấp thành thị). Tính đến ngày 8 tháng 2 năm 2013, cả nước có 286 địa cấp thị.
- Minh (盟). Đơn vị hành chính này chỉ tồn tại ở Nội Mông Cổ: hiện chỉ có 3 minh, còn lại là địa cấp thị.

Một địa khu lại bao gồm nhiều huyện hoặc khu (tức Quận).
Cấp hành chính này không có cấp tương đương ở Việt Nam hiện nay. Trong quá khứ nó tương đương với phủ ở Việt Nam thời Lê

## Cấp huyện
Cấp huyện (县级, huyện cấp) gồm có:
- Huyện (县, huyện; tiếng Anh: county). Trong Wikipedia thống nhất dịch là county, còn các sách báo khác có khi dịch là district, thậm chí prefecture.
- Huyện tự trị (自治县, tự trị huyện; tiếng Anh: autonomous county).
- Huyện cấp thị, có thể dịch là Đô thị cấp huyện (县级市, huyện cấp thị; tiếng Anh: county-level city); trong đó bao gồm cả Phó địa cấp thị (副地級市, phó địa cấp thị; tiếng Anh: sub-prefecture-level city), có thể dịch là Đô thị cấp phó địa khu.
- Khu có thể hiểu là Quận nội thành, nội thị của các thành phố trực thuộc trung ương, thành phố cấp địa khu, thành phố cấp huyện (市辖区, thị hạt khu hoặc ngắn gọn là 区, khu; tiếng Anh: district).
- Kỳ (旗; tiếng Anh: banner). Đơn vị hành chính này chỉ tồn tại ở Nội Mông Cổ.
- Kỳ tự trị (自治旗, tự trị kỳ; tiếng Anh: autonomous banner). Đơn vị hành chính này chỉ tồn tại ở Nội Mông Cổ và chỉ có 3 kỳ tự trị.
- Ngoài ra còn có 1 lâm khu (林区 línqū; tiếng Anh: forestry district/area) Thần Nông Giá ở tỉnh Hồ Bắc, và 1 đặc khu (特区 tèqū; tiếng Anh: special district) Lục Chi ở tỉnh Quý Châu cũng thuộc cấp này.

Cấp này tương đương cấp huyện tại Việt Nam. Tính đến ngày 31 tháng 12 năm 2011, toàn bộ Trung Quốc đại lục có 2.853 đơn vị hành chính cấp huyện, trong đó có 857 khu (quận), 369 thành phố cấp huyện (huyện cấp thị), 1.456 huyện, 117 huyện tự trị, 49 kỳ, 3 kỳ tự trị, 1 đặc khu và 1 lâm khu.

## Cấp hương
Cấp hương (乡级, hương cấp) là cấp tương đương cấp xã, phường của Việt Nam.
- Khu vực nông thôn được chia thành:
  - Hương, có thể dịch là xã (乡; tiếng Anh: township)
  - Trấn, có thể dịch là thị trấn (鎮; tiếng Anh: town)
  - Hương dân tộc (民族乡, dân tộc hương; tiếng Anh: ethnic township)
  - Riêng ở Nội Mông được chia thành tô mộc (苏木, sūmù; tiếng Anh: sumu) và tô mộc dân tộc (民族苏木, dân tộc tô mộc; tiếng Anh: ethnic sumu)
- Khu vực thành thị được chia thành:
  - Nhai đạo biện sự xứ (街道办事处) hay nhai đạo (街道, hoặc 街办 nhai biện; tiếng Anh: sub-district), có thể coi như cấp phường ở Việt Nam
  - Ngoài ra, công sở khu (区公所, khu công sở; tiếng Anh: district public office) là tàn tích một cấp hành chính trước đây, giờ chỉ còn 2 công sở khu và loại đơn vị này đang dần dần mất đi

Tính đến ngày 31 tháng 12 năm 2011, toàn bộ Trung Quốc đại lục có 40466 đơn vị hành chính cấp hương, trong đó có 19683 trấn, 12395 hương, 1085 hương dân tộc, 106 tô mộc, 1 tô mộc dân tộc, 7194 nhai đạo và 2 công sở khu.

## Cấp thôn
Cấp thôn (村级, cūnjí, thôn cấp) không phải là cấp hành chính chính thức, cũng giống như cấp thôn, ấp, tổ, khu phố ở Việt Nam.
- Ở thành thị có:
  - Xã khu (社区 shèqū), hay tiểu khu (小区) hay khu cư trú (居住区, cư trú khu), tiếng Anh dịch là communities
  - Khu dân cư (居民区 jūmínqū, cư dân khu), tiếng Anh dịch là neighborhoods
- Ở nông thôn có:
  - Ủy hội thôn (村民委员会 cūnmínwěiyuánhùi, thôn dân ủy viên hội hoặc vắn tắt là 村委会 cūnwěihùithôn ủy hội), tiếng Anh dịch là village committees
  - Tiểu tổ thôn (村民小组 cūnmínxiǎozǔ, thôn dân tiểu tổ), tiếng Anh dịch là villager groups